# Aristòdic
Aristòdic (en llatí Aristodicus, en grec Άριστόδικος) va ser un poeta grec, autor d'uns epigrames de l'Antologia grega. En un dels epigrames és esmentat com a natural de  Rodes.